# Platja de Churín
La platja de Churín està en el concejo de Valdés, en l'occident del Principat d'Astúries (Espanya), forma part de la Costa Occidental d'Astúries, en el tram que s'emmarca en el conegut Paisatge Protegit de la Costa Occidental d'Astúries; i pertany al poble de Cadavéu.

## Descripció
La seva forma és lineal, té una gran longitud arribant a uns 670 m i una amplària mitjana de 20 m. El jaç està format per sorres torrades gruixudes i pedres. L'entorn és rural i la perillositat mitjana, els accessos són per als vianants però molt difícils i inferiors a uns 500 m pel que el grau d'ocupació és baix.
L'accés més fàcil és localitzant, en primer lloc, el poble de Cadavéu que és el nucli de població més proper. Des d'aquí cal arribar a la «l'ermita de la Regalina de Cadavéu» situada a l'oest de la «punta del Cuerno» i sota uns perillosíssims penya-segats molt verticals i relliscosos està la platja. Aquest difícil accés és el mateix que per a la Platja dels Castros.
Malgrat no ser fàcil gaudir de la platja, hi ha altres alternatives com són la visita a l'església de Cadavéu i les seves festes i el mirador de la Regalina.